# Grotte des Ramandils
La grotte des Ramandils est une grotte paléolithique située sur la commune de Port-la-Nouvelle dans le département de l'Aude. La grotte, bien que petite, contient un important gisement archéologique de culture moustérienne, datée de la fin du Paléolithique moyen.

## Description
La grotte se trouve sur la commune de Port-la-Nouvelle au lieu-dit "Le Rec Mendil" en occitan, à la toute fin du massif des Corbières, à 2 km du bord de mer méditerranéen. C'est ce toponyme, qui francisé en « Ramandils », a donné son nom à la grotte.
La grotte se situe à la base d'une colline de calcaire qui est le premier contrefort du massif des Corbières. Le lieu est compris entre une zone lagunaire à l'est, intermédiaire avec la mer, et le contrefort des Corbières, haut d'une centaine de mètres, où se trouvent des carrières d'extraction du calcaire et un champ d'éoliennes.

## Fouilles
La grotte a fait l'objet de plusieurs fouilles :
1. 1925 : Reconnaissance du site
2. 1930-1931 : Fouilles de surface
3. 1965 : Coupe du gisement par Henri de Lumley[4]
4. 1990-1991 : Fouilles programmées[1]

## Paléo-environnement
Les fouilles ont permis de reconstituer la faune et la flore à l'époque de l'occupation humaine.

### Flore
L'étude des pollens retrouvés à la base des couches archéologiques a révélé la présence de Pins, du Chêne pédonculé, du Chêne vert, d'Oléacées, de Graminées, et de Composées.

## Datation
Dans l'ensemble, l'occupation humaine est due à l'Homme de Néandertal entre 110 et 40 ka (kiloannées) avant le présent, soit 110 000 à 40 000 ans avant le présent. L'ensemble des datations est faite par des méthodes diverses. Par exemple, la datation par l'uranium-thorium indique une occupation par l'Homme de Néandertal datant du MIS 5, entre 94 et 77 ka (94000 à 77000 ans avant le présent).